# الظافرية (توزر)
الظافرّية (بالإنجليزية: Dhafria) هي واحة و قرية حدودية بجنوب غرب تونس في معتمدية تمغزة بولاية توزر ، وتقع بالقرب من الحدود الجزائرية. 
تعد قرية الظافريّة من أكثر القرى المتضررة من زحف الرمال، خصوصا أن سكانها يعملون بجني التمور في واحة الظافريّة مما يعد ضرراً لسكان المنطقة.